# Санта Витория д'Алба
Вижте пояснителната страница за други значения на Витория.
Са̀нта Вито̀рия д'А̀лба (на италиански: Santa Vittoria d'Alba; на пиемонтски: Santa Vitoria, Санта Витория) е малко градче и община в Северна Италия, провинция Кунео, регион Пиемонт. Разположено е на 325 m надморска височина. Населението на общината е 2754 души (към 2010 г.).